# Maestro
Los términos maestro y maestra  (del lat. magister), denominan a la persona que ha estudiado magisterio y se encarga de enseñar a los alumnos, ya sean de infantil, primaria o secundaria, entre otros, en escuelas, colegios o universidades. Algunos maestros pueden estar destinados en institutos de educación secundaria en programas de garantía social, educación compensatoria o apoyo a alumnos con necesidades educativas especiales, así como en centros de Educación de Personas Adultas.
La titulación que un maestro debe ostentar para el ejercicio de su profesión es la de graduado universitario (dependiendo de los países, entre tres y cinco años de estudios superiores). Hasta hace unos años las escuelas universitarias de Magisterio eran denominadas en España «Escuelas Normales», denominación que todavía se mantiene en Francia y gran parte de Hispanoamérica. El normalismo se originó en EE. UU., y como solución al analfabetismo existente.[cita requerida]

## Otros usos
- En varias artes como la música, arquitectura, danza, literatura, pintura u oficios como la albañilería, la pesca o el toreo, etc., se usa este título como grado de jerarquía o para personas cuya obra ha trascendido después de su muerte.
- Como sinónimos de sensei (título japonés de las figuras de autoridad, ya sean de artes marciales, o de alguna otra disciplina), o gurú (en hinduismo, budismo y sijismo).
- En algunas religiones se identifica con el guía espiritual, y como grado mayor para figuras como Jesús, Buda, Mahoma, Confucio o Lao Tse.
- En algunas instituciones filosóficas, el término “maestro” se refiere a un grado simbólico, jerárquico, relacionado con la trascendencia después de la muerte. Por ejemplo, en la masonería, hay un grado de maestro, maestra y maestre similar al grado académico del educador o director que trasciende la muerte a través de su alumnado.
- En ajedrez, un «gran maestro» es un jugador que consigue un determinado «Elo» (sistema de puntuación Elo) y cumple una serie de requisitos (obtención de normas). Ambos títulos son internacionales. Por debajo de ellos está el de «FIDE» y el de ‘candidato’.[cita requerida]

## Fechas conmemorativas
A sugerencia de la UNESCO, el Día Mundial de los Docentes se celebra el 15 de mayo. En América el 11 de septiembre se conmemora el Día Panamericano del Docente, recordando el fallecimiento de Domingo Faustino Sarmiento, en el año 1888.[cita requerida]

## Magisterio por países

### España
La reciente historia española contempla capítulos singulares del magisterio como el de las maestras de la Segunda República, la reorganización del Consejo de Instrucción Pública y el diseño pedagógico de Lorenzo Luzuriaga. o la experiencia docente pionera en la pedagogía europea que se desarrolló en España durante más de medio siglo (1876-1939*) y conocida como Institución Libre de Enseñanza.

### México
En México, los docentes de enseñanza básica (primaria, con alumnos de 6-12 años) y media básica (secundaria, con alumnado de 12 a 15 años) acostumbraban estudiar en la Escuela Normal de Docentes en la Ciudad de México, o su equivalente en otras ciudades de la república. Quienes iban a estudiar para maestros de primaria o de secundarias, al salir de la secundaria iban a estudiar el bachillerato a la Normal de Docentes y terminaban a los 19 años de edad. Con esto ya podían dar clases en las primarias. Pero si querían dar clases en secundarias, además del bachillerato en la Normal, tenían que estudiar otros cuatro años más para especializarse en el área que querían impartir en la secundaria. El sistema cambió y ahora las personas que quieran estudiar para cualquiera de los dos niveles, primero acaban su bachillerato regular, y luego toman la que quieran como carrera universitaria.
En la secundaria, también se puede dar clases teniendo una profesión relacionada. Ejemplo: Un ingeniero químico puede dar matemática, o un licenciado en letras, español, o una persona con cursos Teacher's de inglés puede dar esa lengua extranjera. A los docentes que no estudiaron en la Normal, pero trabajan dando clases en las educaciones básica y media básica en México, se les conoce como «Maestros de oficio». Se puede estudiar en una escuela normal para docentes 4 años y recibe como licenciado, licenciada y en educación primaria o preescolar.[cita requerida]